# Bıçakçı, Batman
Bıçakçı là một xã thuộc thành phố Batman, tỉnh Batman, Thổ Nhĩ Kỳ. Dân số thời điểm năm 2011 là 909 người.